# 荘孝帝姫
荘孝帝姫（そうこうていき）は、北宋の仁宗の長女。周国陳国大長公主（しゅうこくちんこくだいちょうこうしゅ）とも。

## 経歴
才人苗氏（後の昭節貴妃。仁宗の乳妹）の娘として生まれた。機知に富み、父の仁宗に孝事した。宝元元年（1038年）に生まれ、宝元2年（1039年）9月11日に福康公主に封ぜられた。嘉祐2年（1057年）6月、兗国公主に進封された。
仁宗は不遇であった実母の李宸妃を哀れに思い、公主を李宸妃の甥（弟の李用和の次男で、仁宗の従弟）の李瑋に降嫁させた。李瑋は画に才能があったが、貧民の出身で、容貌は醜く、朴訥な性格であった。公主は李瑋を家奴と見なし、また昌黎郡君韓氏（公主の乳母）ら下人たちも李瑋に対して酷薄であった。その後、美少年の内臣の梁懐吉が公主の寵愛を受けた。嘉祐5年（1060年）、李瑋の母の楊氏は、公主と梁懐吉の酌交する様子を覗き見た。公主は激怒し、楊氏を殴り倒した。さらに、真夜中に皇宮の門を開かせ参内し、怒りをこめて父帝に告発した。
司馬光らの官員が公主の下人たちの過ちと訴えて、昌黎郡君韓氏ら10人の下人が宮外に追放され、梁懐吉は園陵の奉仕にあたらせた。公主は怒り狂い、放火して皇宮を焼くと自殺をほのめかし、無理矢理に梁懐吉の召還を要求した。仁宗はやむなく、梁懐吉らを召還した。公主の母の苗氏は友人の兪充儀（後の徳妃。夭折した皇長子趙昉と皇次女荘和帝姫の母）と計略を用い、内臣の王務滋を派遣して駙馬府に入り込ませ、李瑋の罪過をスパイさせた。しかし李瑋は慎ましやかで、罪過が全くうかがえなかった。苗氏は焦って李瑋を毒殺しようと謀ったが、曹皇后に制止された。
嘉祐7年（1062年）3月、公主は沂国公主に降格され、李瑋と離婚した。同年11月、また岐国公主に進んだ。治平元年（1064年）6月、再従兄の英宗により越国長公主に進封された。治平4年（1067年）5月、神宗により楚国大長公主に進封された。
熙寧3年正月7日（1070年2月26日）、病没した。秦国大長公主の位を追贈された。元符3年（1100年）3月、徽宗から周国陳国大長公主の位を追贈された。政和4年（1114年）12月、荘孝大長帝姫の位を再追贈され、「明懿」と諡された。

## 伝記資料
- 『宋史』
- 『宋会要輯稿』
- 『封福康公主制』
- 『冊長女兗国公主文』
- 『皇女兗国公主降封沂国公主制』